# Abbaye de Grestain
L'abbaye de Grestain (Grestain jusqu'en 1844), fondée au XIe siècle, est située sur la commune française de Fatouville-Grestain  en bordure de l'estuaire de la Seine, à quelques kilomètres de Honfleur, dans le département de l'Eure en région Normandie.
Le logis abbatial, les vestiges de l'église, le mur d'enceinte, l'élévation, la toiture font l’objet d’une inscription au titre des monuments historiques depuis le 7 novembre 1975.

## Historique
L'abbaye est fondée vers 1050 par Herluin de Conteville et son épouse Arlette, mère de Guillaume le Conquérant. Herluin, victime de la lèpre, voit apparaître en songe la Vierge Marie, qui lui conseille une cure thermale à la source jaillissant à Grestain et lui demande de lui édifier une abbaye. Une autre version des faits rapporte que la maladie en question est toute spirituelle, méritant pénitence, et qu'il s'agit pour Herluin non pas de se baigner dans la source, mais de rétablir une chapelle dédiée à Marie près de la source de Grestain. Et que c'est lors d'un second songe que la Vierge lui demande de fonder en ce même lieu une abbaye. Ce qu'il fait.[réf. nécessaire]
La dotation initiale d'Herluin à l'abbaye lors de sa création est assez faible, ce qui montre que son statut social est alors peu élevé. Il est d'ailleurs probable que les premières années d'existence de l'abbaye sont assez difficiles. C'est l'ascension sociale d'Herluin et de ses fils qui lui permet de s'enrichir. Toutefois, pendant ses trente premières années, ses bienfaiteurs appartiennent presque exclusivement à une seule famille.
Son fils Robert de Mortain, comte de Mortain, demi-frère de Guillaume le Conquérant, en est le principal bienfaiteur, lui offrant, entre autres, la dot de son épouse décédée Mathilde de Montgommery, soit 32 hides de terres en Angleterre. Une pancarte (c'est-à-dire une compilation de chartes de donations) de l'abbaye a été découverte par le professeur David Bates (université d'East Anglia) peu avant 1990. Elle nous est parvenue sous la forme de trois copies distinctes (deux du XVIIe et une du XVIIIe siècle). Cette pancarte mentionne la date de fondation de l'abbaye (1050) et la liste des donations reçues en Normandie et en Angleterre. Elle se conclut par les attestations de sept importants personnages de l'époque : Guillaume le Conquérant, aussi l'un des bienfaiteurs de l'abbaye, Odon, l'évêque de Bayeux, fils d'Herluin, Robert de Mortain, Roger de Beaumont, Roger de Montgommery et Guillaume, l'archevêque de Rouen. Bates et Gazeau date la pancarte originale aux environs de l'automne 1082.
Grestain est le lieu de sépulture d'Herluin de Conteville, de son fils Robert et de la première épouse de Robert, Mathilde de Montgommery. D'après le chroniqueur Robert de Torigny, c'est aussi le lieu d'inhumation d'Arlette, la première épouse d'Herluin, mère de Guillaume le Conquérant. D'après l'historien britannique David C. Douglas, il est très improbable qu'elle soit enterrée là, car elle n'est pas mentionnée comme bienfaitrice et la création de l'abbaye date certainement d'après sa mort,
Les bénédictins issus de l'abbaye de Saint-Wandrille l'occupent pendant 710 ans[réf. nécessaire]. Ils ne se font pas remarquer par une vie religieuse assidue. Certains passent beaucoup plus de temps à la pêche et à la chasse qu'à la prière,. Cet épisode dure environ cinq ans. Il faut une lettre de l'évêque de Lisieux au pape Alexandre III pour qu'il y soit mis fin.[réf. nécessaire]
En 1358, l’abbaye est pillée par les Anglo-Navarrais. Les moines se réfugient en leur maison de Rouen, dans la paroisse Saint-Éloi. En 1365, l’abbaye est reprise.[réf. nécessaire] Au retour, les moines trouvent l’abbaye en partie détruite « presque rasée au niveau du sol ».[réf. nécessaire] À la fin de la guerre de Cent Ans, Charles VII y séjourne quelques jours ou semaines pendant le siège de Honfleur.

## La fin de l'abbaye et postérité
Le caractère conventuel des bâtiments de l’abbaye est officiellement abrogé en 1757. Les bâtiments et l’église sont démolis vers 1766. En 1790, il ne subsiste donc de l'abbaye que des vestiges, ceux que l'on peut visiter encore aujourd'hui (propriété privée) : mur d'enceinte, portail du XIIIe siècle, maison du XVIIIe siècle construite sur une salle du XIIIe siècle épargnée par les démolisseurs, et un pilier de l'église.[réf. nécessaire]
L'auteur Alfred Canel mentionne l'existence de l'ancien autel de l'abbaye de Grestain dans le chœur de l'église Notre-Dame du Val situé dans la commune de Saint-Pierre-du-Val; ce chœur étant à cette époque la partie subsistante de l'édifice disparu depuis.
Une plaque commémorative a été posée sur le pilier subsistant de l'église, à la mémoire de ceux de ses fondateurs qui ont été enterrés dans l'église aujourd'hui disparue : Arlette de Falaise, Herluin de Conteville, Robert de Mortain, ainsi que l'épouse de Robert, Mathilde de Montgommery.
Dans les années 1960, ses nouveaux propriétaires, Julie et Arnaud Wapler, entreprennent de la restaurer. L'abbaye de Grestain, possession de nos jours de Nicolas Wapler, est ouverte au public.

## Armes de l'abbaye
d'azur, à trois fleurs de lys d'or, deux et une.

## Prieurés de l’abbaye
- Saint-Astier en Gascogne, donné par Geoffroi, 2e abbé de Grestain.
- Sainte-Scolasse ou Saint-Nicolas-en-Scolasse (Sainte-Scolasse-sur-Sarthe), donné par Herluin de Conteville.
- Saint-Nicol ou Saint-Nicolas-du-Val-de-Claire, dans les faubourgs d’Honfleur, donné par Guillaume le Conquérant. Ce prieuré est représenté dans un tableau datant de 1906 d'Adrien Voisard-Margerie intitulé Honfleur léproserie St Nicol (actuellement à côté du cimetière Ste Catherine) entré  en 1937 au Musée Eugène-Boudin de Honfleur.